# دولورس هانسن
دولورس هانسن هي قاضية كندية، ولدت في 16 أكتوبر 1946 في إدمونتون في كندا.